# Immensité
Immensité è una canzone registrata dalla cantante canadese Céline Dion, per il suo album in studio in francese D'elles (2007). Il brano fu rilasciato come secondo singolo promozionale dell'album solo in Francia nell'aprile 2007.

## Contenuti e videoclip musicale
Immensité è stata scritta dalla scrittrice francese Nina Bouraoui e da Jacques Veneruso, anche produttore della traccia. La canzone fu rilasciata come secondo singolo promozionale dell'album D'elles (2007), ma fu distribuito solamente per le stazioni radio francesi.
Nel novembre 2007 Immensité fu incluso come traccia secondaria nella versione francese del CD singolo di Taking Chances. Nel 2008 il brano fu anche inserito come bonus-track della versione pubblicata in francia dell'album Taking Chances.
Il videoclip musicale è stato girato al Lago Mead, il 5 e 6 aprile 2007 e presentato in anteprima il 14 maggio 2007. Alla fine del videoclip appaiono anche René Angélil e il loro figlio René-Charles.

## Interpretazioni dal vivo
Céline cantò Immensité sette mesi dopo il suo rilascio, durante la sua visita in Francia nel novembre 2007, nel talent show Star Academy e nel programma televisivo Star de l'année 2007.
La cantante inserì Immenisté nelle scalette dei suoi tour nei paesi francofoni Tournée Européenne 2013 e Summer Tour 2016 e nei concerti  tenutisi in Francia del Celine Dion Live 2017.

## Formati e tracce
CD Singolo Promo (Francia) (Columbia: 88697096232)
1. Immensité – 3:34 (testo: Nina Bouraoui, Jacques Veneruso – musica: Jacques Veneruso)

## Classifiche
| Classifica (2007)                          | Posizione massima raggiunta |
| ------------------------------------------ | --------------------------- |
| Belgium Vallonia (Ultratip Bubbling Under) | 6                           |
| Canada (Billboard Canada AC)               | 30                          |
| Québec (ADISQ)                             | 8                           |

## Registrazione e personale
Personale
- Arrangiato da - Patrick Hampartzoumian, Jacques Veneruso
- Masterizzato da - Vlado Meller
- Mixato da - Humberto Gatica
- Musica di - Jacques Veneruso
- Produttore - Jacques Veneruso
- Produttore esecutivo - Vito Luprano
- Testi di - Nina Bouraoui, Jacques Veneruso